# (34556) 2000 SX265
2000 SX265 (asteroide 34556) é um asteroide da cintura principal. Possui uma excentricidade de 0.05004330 e uma inclinação de 8.61638º.
Este asteroide foi descoberto no dia 26 de setembro de 2000 por LINEAR em Socorro.